# Bouddhisme en Australie
En Australie, le bouddhisme est une religion minoritaire mais en forte croissance. Le recensement de 2006 indiquait 2,1 % de bouddhistes déclarés en Australie soit 418 749 personnes. D'après le recensement de 2001, 1,9 % de la population australienne se déclarait bouddhiste. Toujours d'après ce recensement, le bouddhisme est la religion dont la croissance est la plus rapide, puisque le nombre de personnes se déclarant bouddhistes a crû de 79 % depuis le recensement précédent, en 1996, et a également crû de 0,2 % entre 2001 et 2006. Le bouddhisme est, de ce fait, la seconde religion en Australie après le Christianisme.

## Histoire
La première mention de personnes de foi bouddhiste, en Australie, date de 1848. Cependant, certains anthropologues supposent qu'il a pu y avoir des contacts antérieurs ; dans le livre Aboriginal Men of High Degree, A.P. Elkin cite ce qu'il pense être des preuves que des marchands indonésiens avaient fugacement introduit le bouddhisme et l'hindouisme dans des zones voisines de ce qui deviendra Dampier, de nos jours, en Australie-Occidentale. La théorie d'Elkin se fonde avant tout sur ce qu'il perçoit comme un lien entre des idées aborigènes et bouddhistes comme la réincarnation. D'après Elkin, ces marchands provenaient de la ville de Makassar dans le sud de Célèbes. D'autres conjectures se rattachent aux objets chinois trouvés dans le nord de l'Australie et qui remonteraient au XVe siècle, bien que ces objets aient pu être introduits beaucoup plus tardivement en Australie, par le commerce plutôt que par l'exploration (cf. les controverses sur les voyages de l'amiral chinois Zheng He).
En 1848, le premier grand contingent de Chinois qui vint s'installer en Australie le fit dans le cadre de la ruée vers l'or australienne. Le but de la plupart de ces Chinois était de rester brièvement afin de faire fortune plutôt que de s'installer durablement dans le pays. En 1856, un temple fut construit à Melbourne par l'association des Chinois originaires de Sì Yì (四邑). Ce temple n'était pas exclusivement bouddhique, mais également taoïste, confucéen, dédié à diverses divinités chinoises, voire à des activités astrologiques. Cependant, aucun religieux bouddhique ne vint de Chine en Australie, et le temple déclina peu à peu puis disparut à la fin du siècle.
Le premier groupe purement bouddhiste à arriver en Australie fut une troupe d'acrobates et de jongleurs japonais, qui y firent une tournée en 1867. D'autres groupes suivirent au cours du XIXe siècle, la plupart pour travailler dans l'industrie perlière dans le nord du pays, jusqu'à atteindre le nombre de 3600 personne sur l'Île Thursday, ainsi qu'à Broome et à Darwin.
Les premiers bouddhistes Cingalais arrivèrent en 1870 pour travailler dans les plantations de canne à sucre. On pense qu'une communauté bouddhique était établie sur l'Île Thursday en 1876. En 1882, un groupe de 500 personnes quitta Colombo pour s'établir dans le Queensland, principalement à Mackay. Les traces établies les plus anciennes de la présence du bouddhisme en Australie sont deux pipals plantés sur l'Île Thursday dans les années 1990, bien que le temple édifié à proximité ait disparu.
C'est en Australie que se trouve le plus grand temple bouddhique de l'hémisphère austral, le Nántiān Sì (南天寺).
Au cours du XXe siècle, le nombre de bouddhistes déclina progressivement à cause d'une émigration non compensée par une immigration correspondante, à la suite de la politique dite de l'Australie blanche.
En 1891, le bouddhiste américain Henry Steel Olcott, cofondateur de la Société théosophique, fit une série de conférences en Australie qui contribuèrent à diffuser le bouddhisme auprès de petits cercles des classes aisées. Un des membres de la Société théosophique était le futur Premier ministre de l'Australie Alfred Deakin, qui passa trois mois en Inde et au Sri Lanka en 1890 et qui écrivit un essai sur la spiritualité comportant des passages sur le bouddhisme.
Le premier moine bouddhiste dont l'arrivée en Australie puisse être retracée de manière certaine est U Sasana Dhaja. De son vrai nom E.H. Stevenson, né à Yarmouth en Angleterre, U Sasana Dhaja s'était converti au bouddhisme en Birmanie. Au cours des années suivantes, de nombreux moines visitèrent l'Australie, mais ce ne fut que dans les années 1970 qu'un moine (le vénérable Somaloka du Sri Lanka) vint s'installer de façon durable en Australie.
Le premier véritable groupe bouddhiste australien fut le Buddhist Study Group Melbourne, fondé à Melbourne en 1938 par Len Bullen, mais il cessa toute activité pendant la Seconde Guerre mondiale. La Buddhist Society of Victoria fut fondée en 1953, puis, en 1956, la Buddhist Society of New South Wales. Des années 1950 aux années 1970, les Buddhist Societies (sociétés bouddhiques) étaient des organisations laïques qui organisaient essentiellement des réunions sur le bouddhisme.
À la fin des années 1970, le bouddhisme commença à devenir plus visible au sein de la société australienne, principalement grâce à l'immigration issue de l'Asie du Sud-Est à la suite de la Guerre du Viêt Nam, mais aussi grâce à la diffusion au sein des sociétés occidentales du bouddhisme tibétain par des maîtres tels que Lama Yeshe, qui fonda des institutions religieuses avec des moines résidents. Dans les décennies suivantes, l'apport ultérieur dû à l'immigration asiatique accentua cette tendance.
Aujourd'hui, le bouddhisme est la religion australienne dont la croissance est la plus rapide, le nombre de personnes se déclarant bouddhistes ayant augmenté de 79 % entre le recensement de 1996 et celui de 2001. Depuis le recensement de 1986, le nombre de personnes se déclarant bouddhistes est passé de 80 387 à 418 749 en 2006.